# ネガポジ
『ネガポジ』は、『Kiss Carnival』に連載されていた入江紀子の少女漫画。全3巻。

## あらすじ
離婚した両親に別々に引き取られ、正反対に育ったリコとリタの双子姉妹。再会した二人は性格も正反対であるため恋や生き方についても正反対で常に衝突する。

## 登場人物
皆川リコ
主人公。OLをしている。リタとは常に衝突している。漢字では利己と書く。
神崎リタ
リコの双子の妹? かなり人見知りする。漢字では利他と書く。
大住